# Leucorrhinia albifrons
Leucorrhinia albifrons là một loài chuồn chuồn ngô thuộc họ Libellulidae. Nó được tìm thấy ở Áo, Belarus, Cộng hòa Séc, Đan Mạch, Estonia, Phần Lan, Pháp, Đức, Kazakhstan, Latvia, Litva, Hà Lan, Na Uy, Ba Lan, Nga, Slovakia, Thụy Điển, Thụy Sĩ, và Ukraina. Các môi trường sống tự nhiên của chúng là đất ngập nước với cây bụi là chủ yếu, đầm lầy, hồ nước ngọt có nước theo mùa, và đầm nước ngọt. Nó bị đe dọa do mất môi trường sống.

## Hình ảnh

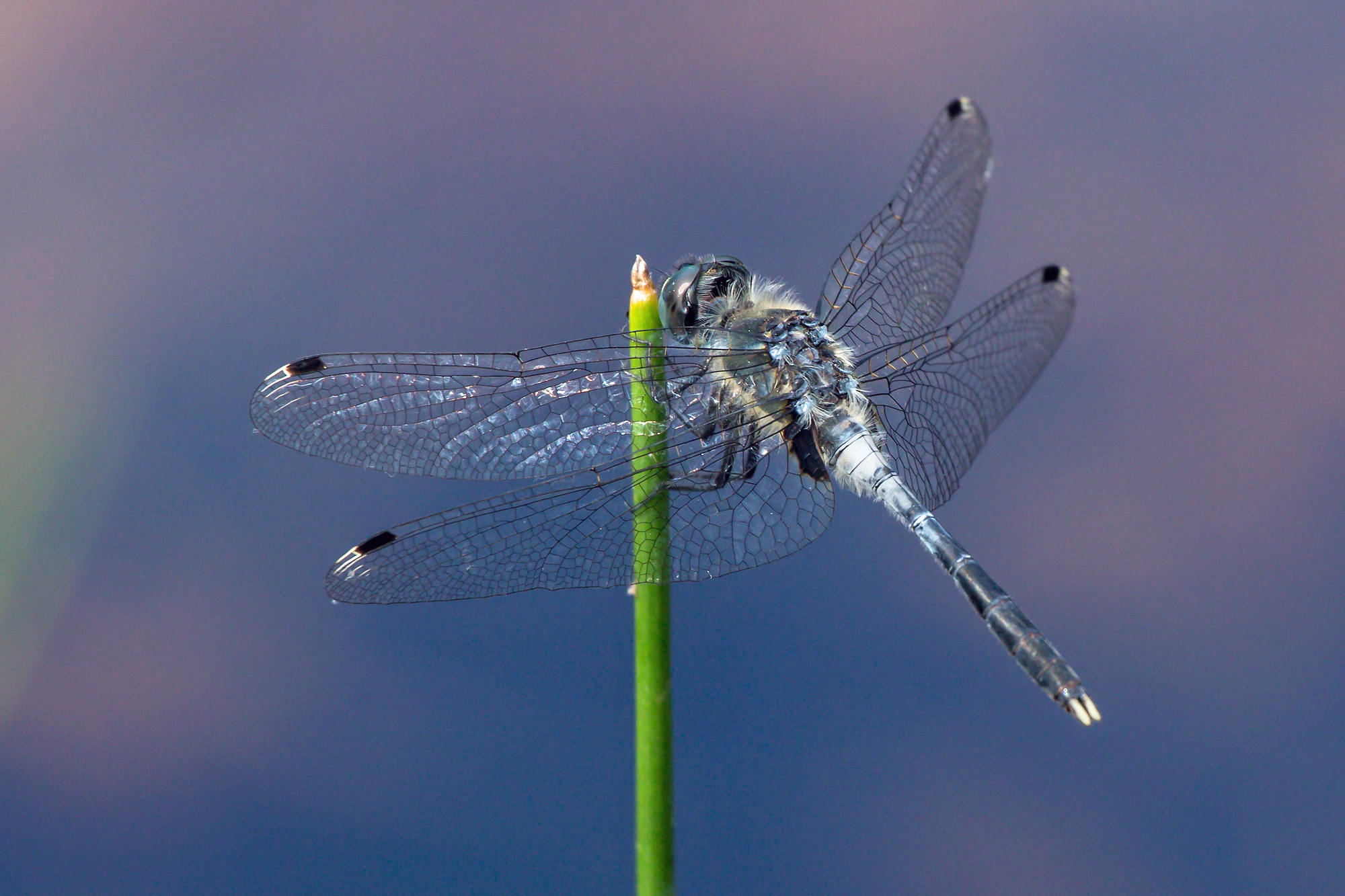
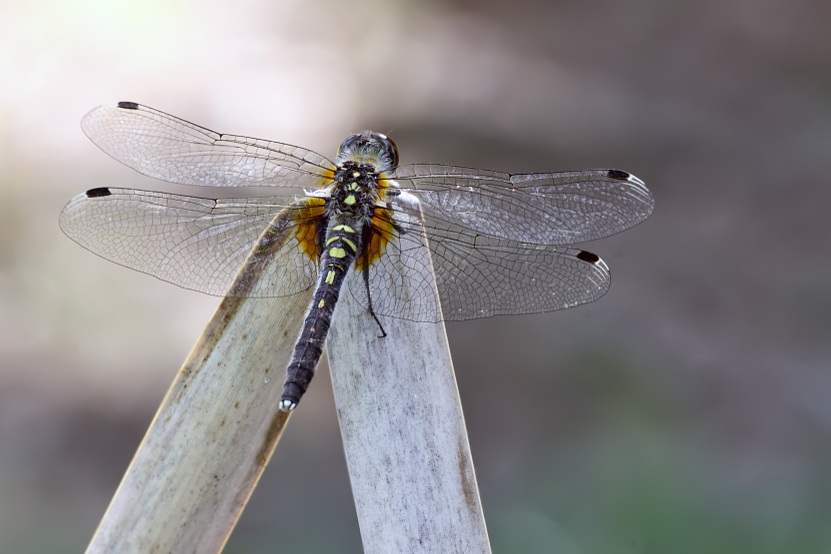
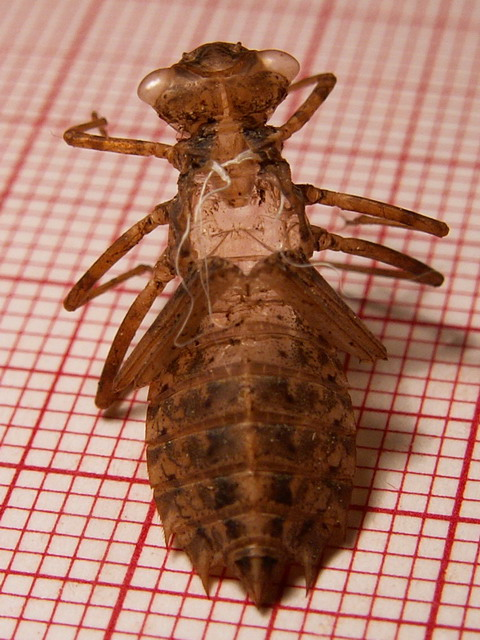
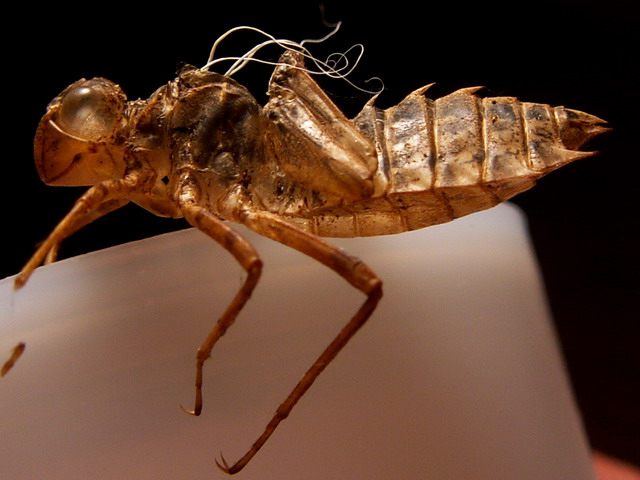